# 대니얼 오코넬

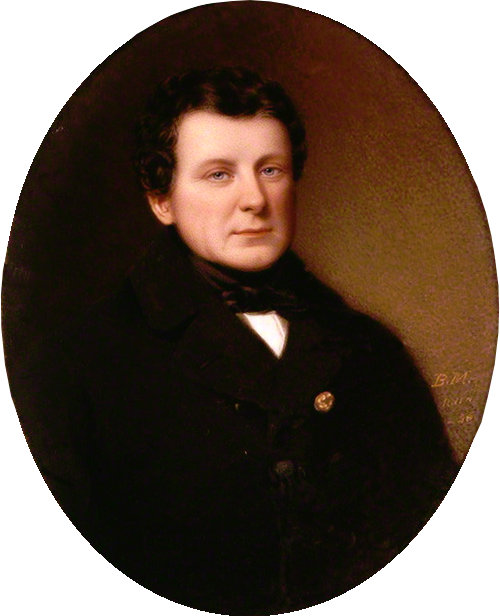

대니얼 오코넬(영어: Daniel O'Connell, 아일랜드어: Dónall Ó Conaill 도날 오 코날 1775년 8월 6일 ~ 1847년 5월 15일)은 19세기 상반기 아일랜드의 정치지도자이다. 가톨릭교도 해방령 운동에 참여하였으며, 아일랜드와 영국을 합방시킨 1800년 연합법의 폐지를 위해 노력했다.